# Автоматизированная информационная система лицензирования отдельных видов деятельности
Автоматизированная информационная система лицензирования отдельных видов деятельности (АИС ЛОД) — программно-техническое решение, позволяющее автоматизировать типовые процессы лицензирования и разрешительную деятельность органов государственной власти.
Заказчиком “АИС ЛОД” является Министерство экономического развития Российской Федерации. Система разработана компанией "Ланит" в рамках выполнения работ по реализации федеральной целевой программы «Электронная Россия (2002-2010 годы)». АИС ЛОД разработана на базе свободного программного обеспечения, распространяется на безвозмездной основе и не требует лицензионных отчислений.

## Законодательство
Система создана для исполнения положений федерального законодательства РФ, согласно которому все федеральные и региональные ведомства, осуществляющие любые виды лицензионной деятельности, должны начать предоставлять услуги в электронном виде с 1 июля 2012 года.

## Основные функции
Среди основных функций АИС ЛОД:
- Исполнение типовых процессов лицензирования в соответствии с административными регламентами, таких как: получение лицензии, переоформление лицензии, получение дубликата/копии лицензии, получение выписки из реестра лицензий, прекращение действия лицензии по заявлению лицензиата, приостановление/Возобновление лицензии, аннулирование лицензии;
- Контроль соблюдения лицензионных требований;
- Ведение реестров лицензий и лицензиатов;
- Ведение лицензионного дела;
- Формирование и ведение календаря плановых проверок;
- Ведение плановых и внеплановых проверок;
- Взаимодействие с информационной системой мониторинга контрольно-надзорных органов в части мониторинга лицензионной деятельности;
- Обеспечение территориально-распределенного процесса лицензирования;
- Обеспечение межведомственного взаимодействия (СМЭВ) с ФНС России (предоставление сведений из ЕГРЮЛ/ЕГРИП), Казначействами (сведения об оплате пошлины), Росреестром (сведения о форме собственности) и другими ведомствами;
- Обеспечение интеграции с порталом государственных услуг;
- Ведение журналов (журнал сессий, журнал входящих/исходящих документов и т.д.).

## Область применения
АИС ЛОД поддерживает все виды деятельности, указанные в ФЗ «О лицензировании отдельных видов деятельности», в том числе:
- заготовка, хранение, переработка и реализация лома черных и цветных металлов;
- медицинская деятельность;
- фармацевтическая деятельность;
- деятельность, связанная с оборотом наркотических средств и психотропных веществ;
- образовательная деятельность;
- использование атомной энергии;
- деятельность, связанной с защитой государственной тайны;
- деятельность кредитных организаций;
- деятельность по организации биржевой торговли, деятельности биржевых посредников и биржевых брокеров;
- профессиональная деятельность на рынке ценных бумаг;
- деятельность акционерных инвестиционных фондов, деятельность по управлению акционерных инвестиционных фондов, паевых инвестиционных фондов, негосударственных пенсионных фондов;
- деятельность специализированных депозитариев инвестиционных фондов, паевых инвестиционных фондов и негосударственных пенсионных фондов;
- деятельность негосударственных пенсионных фондов по пенсионному обеспечению и пенсионному страхованию;
- страховая деятельность.

Также АИС ЛОД может быть использована для автоматизации иных видов лицензионной и разрешительной деятельности. Например, для лицензирования розничной продажи алкогольной продукции, выдачи разрешений на перевозку багажа и пассажиров легковым такси, выдачи разрешений на пользование участками недр и т.д. 

## Внедрение
2011 - 2012 годы - Апробация АИС ЛОД в Федеральной службе по гидрометеорологии и мониторингу окружающей среды.
2011 - 2012 годы - Апробация в Министерстве Российской Федерации по делам гражданской обороны, чрезвычайным ситуациям и ликвидации последствий стихийных бедствий (МЧС России).
2012 - 2013 годы -  Внедрение в Министерстве потребительского рынка и услуг Московской области.
2013 год - Внедрение в Министерстве здравоохранения Московской области.
2013 год - Внедрение в Департаменте развития предпринимательства, торговли и сферы услуг администрации Владимирской области в сфере лицензирования розничной продажи алкогольной продукции.
2013 год - Внедрение в Комитете по лицензированию Томской области в сферах лицензирования медицинской и фармацевтической деятельности.

## Награды
В 2013 году АИС ЛОД стала лауреатом конкурса «Лучшие 10 ИТ-проектов для госсектора» в номинации «Лучший проект с использованием свободного программного обеспечения».